# رضا میرکریمی
سیّد رضا میرکریمی (زادهٔ ۸ بهمن ۱۳۴۵ در زنجان) کارگردان، تهیه‌کننده و نویسنده ایرانی است. او کار خود را از انجمن سینمای جوان در استان زنجان آغاز کرد. او با آثاری همچون زیر نور ماه، خیلی دور خیلی نزدیک، به همین سادگی، اینجا چراغی روشن است و یه حبه قند به شهرت رسید. از آثار دیگری که او کارگردانی کرده‌است می‌توان فیلم‌های: دختر، قصر شیرین و نگهبان شب را نام برد. فیلم ما همه با هم هستیم به کارگردانی کمال تبریزی نیز از معدود فیلم‌هایی است که میرکریمی تنها تهیه‌کنندگی آن را به عهده داشته‌است.

## زندگی

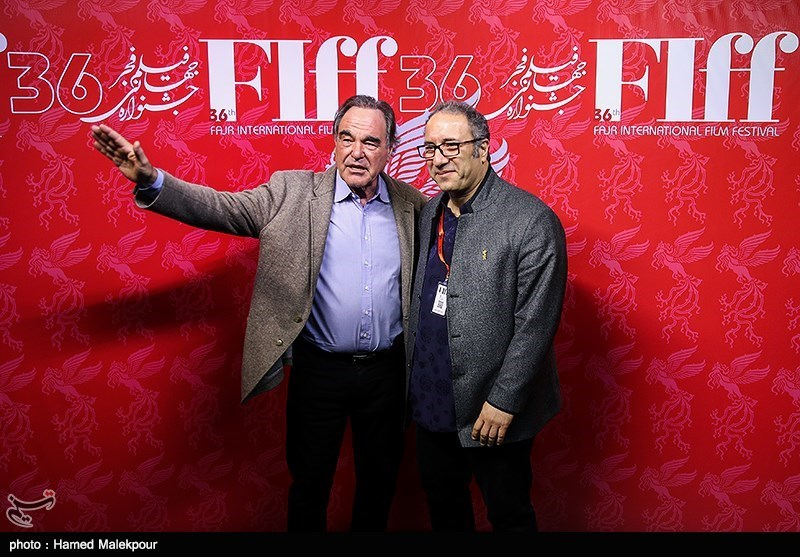
میرکریمی در کنار الیور استون در سی و ششمین جشنواره جهانی فیلم فجر، میرکریمی در این دوره دبیری جشنواره را بر عهده داشت.

میرکریمی متأهل بوده و دارای یک دختر به نام سارا و یک پسر به نام محمدصادق است. وی دانش آموختهٔ مقطع کارشناسی گرافیک از پردیس هنرهای زیبای دانشگاه تهران است.
او فعالیت‌های سینمایی خود را از سال ۱۳۶۶ با فیلم کوتاه ۱۶ میلی‌متری آغاز کرد. سپس دو سریال تلویزیونی به نام‌های ماجراهای آفتاب و عزیز خانم و بچه‌های مدرسه همت را برای صدا و سیما ساخت. میرکریمی، اولین کار سینمایی بلند خود را در سال ۱۳۷۸ با ساخت کودک و سرباز آغازکرد؛ فیلمی که برای آن بالن نقره‌ای جشنواره سه قاره را کسب کرد.
زیر نور ماه دومین اثر سینمایی او بود که در سال ۱۳۷۹ به موفقیت دست یافت. او برای کارگردانی این فیلم جایزه بهترین فیلم هفته منتقدین جشنواره فیلم کن، جایزه ویژه هیئت داوران جشنواره فیلم فجر و جایزه ویژه هیئت داوران جشنواره بین‌المللی فیلم توکیو را از آن خود کرد.
اینجا چراغی روشن است سومین فیلم بلند وی به‌شمار می‌آید که در سال ۱۳۸۰ در فضایی انتزاعی و با لحنی شاعرانه ساخته شده‌است. این اثر جایزه ویژه هیئت داوران بهترین فیلم جشنواره فیلم آسیا پاسیفیک و سیمرغ بلورین بهترین کارگردانی جشنواره فیلم فجر را دریافت کرد.
چهارمین فیلم بلند میرکریمی با نام خیلی دور، خیلی نزدیک در سال ۱۳۸۳ به روی پرده رفت. ژانر این فیلم درام بوده و سیمرغ بلورین بهترین فیلم جشنواره فیلم فجر و جایزه ویژه هیئت داوران جشنواره بین‌المللی فیلم کلکته از جمله دستاوردهای چهارمین اثر میرکریمی به‌شمار می‌رود.
فیلم به همین سادگی پنجمین اثر میرکریمی با ساختاری جدید، قصه‌ای ساده و با درامی درونی و شخصیت‌محور بود که در سال ۱۳۸۶ ساخته شد. این فیلم هم، رنگ موفقیت را به خود دید و میرکریمی، با این اثر سیمرغ بلورین بهترین فیلم جشنواره فیلم فجر و جایزه گئورگ طلایی جشنواره بین‌المللی فیلم مسکو را تصاحب کرد.
یه حبه قند در سال ۱۳۸۹ با رویکردی عام، نگاه به زندگی خانواده ایرانی داشت که مورد توجه قرار گرفت.
به علاوه فیلم سینمایی امروز در سال ۱۳۹۲ ساخته شد که هفتمین اثر میرکریمی محسوب می‌شود. این فیلم نماینده ایران، در اسکار ۲۰۱۵ بود و در جشنواره بین‌المللی فیلم رباط جایزه بهترین فیلم و جایزه مردمی را کسب کرد.
همچنین میرکریمی، در سال ۱۳۹۴ فیلم سینمایی دختر را جلوی دوربین برد که در هفت بخش، نامزد دریافت سیمرغ بلورین از سی و چهارمین دوره جشنواره فیلم فجر شد.

## فیلم‌شناسی
| سال  | نام اثر              | کارگردان | تدوینگر | فیلمنامه‌نویس | تهیه‌کننده | جوایز |
| ---- | -------------------- | -------- | ------- | ------------ | --- | --- |
| ۱۴۰۰ | نگهبان شب            | آری      | آری     | آری          | آری | سیمرغ بلورین بهترین کارگردانی از چهلمین دوره جشنواره فیلم فجر |
| ۱۳۹۷ | قصر شیرین            | آری      | آری     |              | آری | برنده جام طلایی بهترین فیلم از جشنواره بین‌المللی فیلم شانگهایبرنده جام طلایی بهترین کارگردانی از جشنواره بین‌المللی فیلم شانگهای جایزه بهترین کارگردانی از جشنواره بین‌المللی فیلم پرتقال طلایی آنتالیا ۲۰۱۹ نامزد بهترین کارگردانی در جشنواره سی و هفتم فیلم فجر |
| ۱۳۹۷ | ما همه با هم هستیم   |          |         |              | آری | پخش رسمی در جشنواره بین‌المللی فیلم فجر پخش رسمی در جشنواره بین‌المللی فیلم شانگهای |
| ۱۳۹۴ | دختر                 | آری      |         |              | آری | جایزه گئورگ طلایی بهترین فیلم از نگاه تماشاگران جشنواره بین‌المللی فیلم مسکو ۲۰۱۶ جایزه بهترین فیلم فدراسیون سینماگران روسیه جشنواره بین‌المللی فیلم مسکو ۲۰۱۶ جایزه بهترین فیلم جشنواره بین‌المللی فیلم داکا ۲۰۱۶ جایزه ویژه جشنواره بین‌المللی فیلم اوراسیا ۲۰۱۶ جایزه طاووس طلایی بهترین فیلم جشنواره بین‌المللی فیلم هند ۲۰۱۶ جایزه گرند پری جشنواره بین‌المللی فیلم مونس ۲۰۱۷ |
| ۱۳۹۲ | امروز                | آری      | آری     | آری          | آری | بهترین فیلم و جایزه مردمی جشنواره بین‌المللی فیلم رباط ۲۰۱۴ برنده جایزه سپاس سیگنیس جشنواره بین‌المللی فیلم واشینگتن ۲۰۱۴ جایزه فیپرشی و جایزه بهترین فیلم جشنواره فیلم شب‌های سیاه ۲۰۱۴ برنده جایزه تماشاگران و جایزه الحمرا برنز جشنواره فیلم گرانادا سینز دل سور ۲۰۱۵ جایزه بهترین فیلم معنوی جشنواره فیلم داکا ۲۰۱۵                                                         |
| ۱۳۹۱ | خسته نباشید!         |          |         |              | آری | |
| ۱۳۹۱ | حق سکوت              |          |         |              | آری | در جشنواره فیلم فجر حضور داشته‌استدر جشن سینمای ایران حضور داشته‌است |
| ۱۳۹۰ | تاج محل              |          |         |              | آری | |
| ۱۳۹۰ | یه حبه قند           | آری      |         |              | آری | بهترین فیلم جشنواره بین‌المللی فیلم ابن عربی ۲۰۱۲ ذکر ویژه و دیپلم افتخار جشنواره فیلم گرانادا ۲۰۱۳ بهترین فیلم جشنواره بین‌المللی سینما مسلمانان کازان ۲۰۱۳ |
| ۱۳۸۹ | نام‌ها                | آری      |         |              | | |
| ۱۳۸۶ | فرش ایرانی           |          |         |              | آری | اپیزود «خاطره، خاطره» |
| ۱۳۸۶ | به همین سادگی        | آری      | آری     | آری          | آری | سیمرغ بلورین بهترین فیلمنامه جشنواره فیلم فجر، بخش آسیا ۱۳۸۶ سیمرغ بلورین بهترین کارگردانی جشنواره فیلم فجر، بخش آسیا ۱۳۸۶ سیمرغ بلورین بهترین فیلم جشنواره فیلم فجر ۱۳۸۶ برنده جایزه گئورگ طلایی بهترین فیلم جشنواره بین‌المللی فیلم مسکو ۲۰۰۸ |
| ۱۳۸۳ | خیلی دور، خیلی نزدیک | آری      |         | آری          | آری | سیمرغ بلورین بهترین فیلم جشنواره فیلم فجر ۱۳۸۳ برنده تندیس بهترین کارگردانی جشن خانه سینما ۱۳۸۳ تندیس بهترین فیلم به انتخاب انجمن منتقدان و نویسندگان جشن خانه سینما ۱۳۸۳ جایزه ویژه هیئت داوران جشنواره بین‌المللی فیلم کلکته ۲۰۰۵ |
| ۱۳۸۰ | اینجا چراغی روشن است | آری      | آری     | آری          | | جایزه بین المذاهب بهترین فیلم جشنواره فیلم فجر ۱۳۸۱ سیمرغ بلورین بهترین کارگردانی جشنواره فیلم فجر ۱۳۸۱ جایزه ویژه هیئت داوران جشنواره فیلم آسیا پاسیفیک ۲۰۰۳ جایزه ویژه هیئت داوران جشنواره بین‌المللی فیلم بالی ۲۰۰۴ جایزه ویژه هیئت داوران جشنواره فیلم آسیا - اقیانوسیه ۲۰۰۴                                                                                              |
| ۱۳۷۹ | زیر نور ماه          | آری      |         | آری          | جایزه ویژه هیئت داوران جشنواره فیلم فجر ۱۳۷۹ جایزه بهترین فیلم هفته منتقدین جشنواره فیلم کن ۲۰۰۱ لوح بهترین کارگردانی و جایزه ویژه هیئت داوران جشنواره بین‌المللی فیلم توکیو ۲۰۰۱ جایزه ویژه هیئت داوران جشنواره فیلم بیروت ۲۰۰۱ برنده جایزه طاووس نقره‌ای جشنواره بین‌المللی فیلم دهلی نو ۲۰۰۲ بهترین فیلم جشنواره بین‌المللی فیلم کوالالامپور ۲۰۰۲ | |
| ۱۳۷۸ | کودک و سرباز         | آری      |         | آری          | آری | پروانه زرین جشنواره بین‌المللی فیلم‌های کودکان و نوجوانان ۱۳۷۸ برنده جایزه بالن نقره‌ای جشنواره سه قاره ۲۰۰۰ برنده کفش طلایی جشنواره فیلم زلین ۲۰۰۱ جایزه ویژه هیئت داوران جشنواره فیلم آسیا پاسیفیک ۲۰۰۱ برنده جایزه فیل نقره‌ای جشنواره بین‌المللی کودک هند ۲۰۰۱ |
| ۱۳۷۷ | از فوتبال تا فوتبال  | آری      |         | آری          | آری | |
| ۱۳۷۷ | با قهرمانان کُشتی     | آری      |         | آری          | آری | |
| ۱۳۷۶ | بچه‌های مدرسه همت     | آری      |         |              | آری | |
| ۱۳۷۱ | آفتاب و عزیزخانم     | آری      |         |              | | |
| ۱۳۷۰ | خروس                 | آری      |         |              | آری | |
| ۱۳۶۹ | یک روز بارانی        | آری      |         |              | آری | |
| ۱۳۶۷ | هدیهٔ مادر            |          |         | آری          | | محصول گروه کودک شبکهٔ دوم سیمای جمهوری اسلامی ایران |
| ۱۳۶۶ | برای او              | آری      |         | آری          | آری | |

## داوری جشنواره
- ششمین جشنواره بین‌المللی فیلم دیدار تاجیکستان ۲۰۱۴
- بیستمین دوره جشنواره بین‌المللی فیلم‌های کودکان و نوجوانان در اصفهان
- پانزدهمین دوره جشنواره فیلم تبریز